# Las Juntas (Ambato)
Las Juntas é um município da Argentina, localizada no departamento de Ambato, província de Catamarca.